# Benito Juárez (Nacajuca)
Benito Juárez es una localidad del municipio de Nacajuca ubicado en la subregión centro del estado mexicano de Tabasco.

## Geografía
La localidad de Benito Juárez se sitúa en las coordenadas geográficas 18°01′22″N 92°58′10″O / 18.022778, -92.969444, a una elevación de 9 metros sobre el nivel del mar.

## Demografía
Según el Conteo de Población y Vivienda 2020, efectuado por el Instituto Nacional de Estadística y Geografía, la localidad de Benito Juárez tiene 206 habitantes, de los cuales 103 son del sexo masculino y 103 del sexo femenino. Su tasa de fecundidad es de 2.34 hijos por mujer y tiene 49 viviendas particulares habitadas.
| Gráfica de evolución demográfica de Benito Juárez entre 1995 y 2020 |
|                                                                     |
| INEGI.                                                              |